# Светски поступак тестирања лаких возила
Светски поступак тестирања лаких возила (енгл. Worldwide Harmonised Light Vehicles Test Procedure, скраћено WLTP) глобални је усаглашени стандард за одређивање нивоа загађивача, емисије CO2 и потрошње горива код традиционалних и хибридних аутомобила, као и опсег потпуно електричних возила.

## Историја
Овај нови протокол је развила Економска комисија Уједињених нација за Европу (UNECE) да би заменила Нови европски возни циклус (NEDC) као европски поступак хомологације возила. Његова последња верзија објављена је 2015. године. Један од главних циљева WLTP-а је боље усклађивање лабораторијских процена потрошње горива и емисија са мерама стања на путу. Осим земаља Европске уније, WLTP стандард за мерење економичности горива и емисије CO2, такође се односи и на Индију, Јужну Кореју и Јапан.
Процес тестирања возила је ступио на снагу 1. септембра 2017. године. WLTP тестира возила уз помоћ опционе опреме и примењује захтевније процедуре тестирања и другачији профил вожње.
Досадашњи начин тестирања нових аутомобила, који је уведен 90-тих година 20. века, постао је превазиђен због процедуре која није довољно реалистична. Зато је уведен WLTP стандард од 2017. године. Од тада сви потпуно нови модели аутомобила, који се први пут појављују на тржишту ЕУ, податке о потрошњи горива и CO2 емисији добијају по WLTP циклусу, док за остале нове аутомобиле, који су се продавали и пре септембра 2017. ова обавеза ступа на снагу годину дана касније, од 1. септембра 2018. године.

## Мерења по WLTP-у
WLTP процедура даје реалнију слику, када је реч о емисији угљен-диоксида, па ће она на папиру бити приближнија стварној емисији нових возила у свакодневној употреби. То је важно за произвођаче који морају да испуне услов да просечна CO2 емисија свих модела не прелази прописану границу (тренутно она износи 95 g/km), али и за власти земаља које ће моћи да прецизније контролишу да ли количина угљен-диоксида коју емитују нови аутомобили одговара оној коју су пројектовали у својим плановима о смањењу ефекта стаклене баште на атмосферу.
Процедура тестирања је пооштрена. Док је NEDC имао једноставан „раван” циклус, WLTP има динамичнији који представља стварне услове вожње. Разлика је и у дужини тест процеса, NEDC је трајао 20 минута, а WLTP траје 30 минута. Већа је и просечна брзина возила, у WLTP циклусу износи 46,5 km/h, а у NEDC је била 34 km/h, порасла је и максимална брзина која се постиже приликом тестирања, са 120 km/h на 131 km/h. Промењени су и температурни услови приликом тестирања. Мерења по NEDC вршена су на температури од 20 до 30 °C, док се подаци о емисији угљен-диоксида по WLTP-у добијају на 14 степени.

### РДЕ тест
Упоредо уз WLTP у Европи се од септембра 2017. године мерења спроводе и према РДЕ тестовима. РДЕ је скраћеница за real driving emissions (реална емисија издувних гасова). За разлику од WLTP код овог поступка се емисија не мери на испитним ваљцима, него у реалним условима у саобраћају. Емисије штетних гасова измерене током вожње у саобраћају називају се реалне емисије.
Током мерења према РДЕ, деоница једном трећином пролази кроз град, једном трећином међуградским путевима и једном трећином ауто-путем, уз насумично убрзавање и кочење и уз стално придржавање саобраћајних прописа. Просечна брзина у граду износи између 15 и 40 km/h максимално до 60 km/h, на међуградским путевима износи између 60 и 90 km/h, а на ауто-путу до 145 km/h, а на кратко и до 160 km/h. Возило је опремљено PEMS мерним уређајем (portable emission measurement system - мобилни систем за мерење емисија). Тај уређај мери емисију штетних материја. Вожња траје између 90 и 120 минута, притом спољна температура мора бити између -7 и +35 степена, а може се укључити и клима-уређај.